# Landesregierung Pühringer III
Die Landesregierung Pühringer III bildete die Oberösterreichische Landesregierung von der Landtagswahl 2003 bis Oktober 2009 in Oberösterreich. Die Mitglieder der Landesregierung wurden am 23. Oktober 2003 angelobt. Für die XXVI. Gesetzgebungsperiode vereinbarte die ÖVP mit den erstmals in der Landesregierung vertretenen Grünen ein Koalitionsabkommen; das erste sogenannte schwarz-grüne auf subnationaler Ebene in Europa. Auf Grund des Proporzsystems sind in der Landesregierung jedoch auch Mitglieder der SPÖ vertreten.

## Regierungsmitglieder
| Amt                            | Name               | Partei | Aufgabengruppen |
| ------------------------------ | ------------------ | ------ | --- |
| Landeshauptmann                | Josef Pühringer    | ÖVP    | Finanzen, Justitiariat, Kultur, Kultus, Presse, sonstige präsidielle Angelegenheiten, Sport, Statistik, Verfassungsdienst |
| Landeshauptmann-Stellvertreter | Erich Haider       | SPÖ    | Natur- und Landschaftsschutz, Verkehrsgewerbe, Verkehrsrecht, Verkehrstechnik |
| Landeshauptmann-Stellvertreter | Franz Hiesl        | ÖVP    | Baurecht, Brücken- und Tunnelbau, Geoinformation und Liegenschaft, Gesamtverkehrsplanung und öffentlicher Verkehr, Hochbau, Personal-Objektivierung, Personalrechtsangelegenheiten, Straßenerhaltung und -betrieb, Straßenplanung und Netzausbau, Umwelt-, Bau- und Anlagentechnik           |
| Landesrat                      | Josef Ackerl       | SPÖ    | Gemeinden, Jugendwohlfahrt, Opferfürsorge, Personenstandswesen, Soziales, Sozialversicherung, Verwaltungspolizei |
| Landesrat                      | Rudolf Anschober   | Grüne  | Energie und Rohstoffe, Grund- und Trinkwasserwirtschaft, Oberflächengewässerwirtschaft, Preisbestimmung und Preisüberwachung, Sanitätsdienst – Lebensmittelaufsicht, Umweltakademie, Umweltrecht, Umwelt-, Bau- und Anlagentechnik die Chemie und Luftreinhaltung, Umweltschutz, Wasserrecht |
| Landesrat                      | Hermann Kepplinger | SPÖ    | Sparkassen, Wohnbauförderung |
| Landesrat                      | Viktor Sigl        | ÖVP    | Bildung und Gesellschaft, Gewerbe, Raumordnung, Staatsbürgerschaft, Wahlen, Wirtschaft, Zivildienst |
| Landesrat                      | Josef Stockinger   | ÖVP    | Agrarische Angelegenheiten, Bodenreform, Feuerpolizei und Katastrophenschutz, Forstdienst, Forstrecht |
| Landesrätin                    | Silvia Stöger      | SPÖ    | Sanitätsdienst, Sanitätsrecht, Veterinärdienst, Veterinärrecht |